# Kuvetjärnen (Nössemarks socken, Dalsland, 655681-127242)
Kuvetjärnen är en sjö i Dals-Eds kommun i Dalsland och ingår i Göta älvs huvudavrinningsområde.